# Rosa Regàs i Pagès
Rosa Regàs i Pagès   (Barcelona, 11 de novembre de 1933 - Llofriu, 17 de juliol de 2024) fou una escriptora catalana principalment en castellà. Fou traductora de l'Organització de les Nacions Unides (ONU) entre 1984 i 1994 i directora de la Biblioteca Nacional d'Espanya entre 2004 i 2007.

## Biografia
Va néixer l'11 de novembre de 1933 a la ciutat de Barcelona essent filla de Xavier Regàs i Castells i Mariona Pagès i Elias; i germana de Xavier, decorador; de Georgina, cuinera i escriptora, i d'Oriol, promotor cultural. Va passar la Guerra civil espanyola a la casa de la seva àvia materna, a França, amb el seu germà Oriol, educada a l'escola del pedagog Célestin Freinet, pare de l'Escola Nova, fins que va acabar la guerra, quan ella tenia sis anys. Els pares s'havien quedat a Barcelona i dos germans van marxar als Països Baixos.
El matrimoni dels pares es va trencar quan la mare va iniciar una relació amb una altra dona i els nens van quedar per ordre del Tribunal Tutelar de Menors, sota la pàtria potestat de l'avi patern, l'empresari franquista Miquel Regàs i Ardèvol, profundament conservador i catòlic, i la seva formació fou en un internat de Dominiques de Barcelona. Posteriorment es va llicenciar en Filosofia a la Universitat de Barcelona, on va conèixer poetes com José Agustín Goytisolo, Jaime Gil de Biedma o Gabriel Ferrater, i va formar part del moviment d'intel·lectuals i artistes d'esquerra conegut com Gauche Divine. La seva formació literària es va consolidar entre 1964 i 1970, època en què va treballar en l'editorial Seix Barral amb Carlos Barral. El 1970 va fundar l'editorial La Gaya Ciencia i es va dedicar a publicar obres d'autors poc coneguts aleshores, com Juan Benet, Álvaro Pombo, María Zambrano, Manuel Vázquez Montalbán o Javier Marías, entre d'altres.
A la mort de Franco, va llançar la primera col·lecció política anomenada Biblioteca de Divulgación Política, els autors de la qual encara es trobaven majoritàriament en la clandestinitat. També va fundar i va dirigir una revista de pensament, Cuadernos de la Gaya Ciencia, i una d'arquitectura, Arquitecturas Bis, en la qual van col·laborar professionals de la talla d'Oriol Bohigas, Òscar Tusquets o Rafael Moneo.
Després d'una llarga trajectòria com a directora editorial i de publicacions, va vendre la seva editorial l'any 1983 i va començar a treballar com a traductora i editora temporal per a diferents organitzacions del sistema de Nacions Unides a ciutats d'arreu del món, activitat que li deixava més hores lliures per a la literatura. El 1987, a proposta de Carlos Trías Sagnier, que llavors dirigia la col·lecció "Ciudades", a Ediciones Destino, va escriure Ginebra, un divertit assaig sobre la severa capital calvinista del llac Léman i els seus peculiars habitants.
El 1991 va publicar Memoria de Almator, la seva primera novel·la, en la qual una dona extremadament protegida pel seu pare, el marit i l'amant acaba agafant les regnes de la seva vida. El 1994 va guanyar el Premi Nadal amb la novel·la Azul, una història d'amor i de mar que li va obrir les portes al gran públic. La van seguir Viaje a la luz del Cham (1995), narració d'una estada de l'escriptora a Síria, i Luna lunera (1999), novel·la d'estil autobiogràfic que transcorre a Barcelona durant la postguerra i per la qual li va ser atorgat el Premi Ciutat de Barcelona de Narrativa.
El 1996 formà part dels signants dels manifests del Foro Babel.
Entre altres llibres publicats en català, del 2014 al 2016, va publicar una sèrie de tres llibres de memòries en català: Entre el seny i la rauxa (2014), Una llarga adolescència (2015) i Amics per sempre (2016), tots tres d'Ara llibres.
Altres obres publicades en versió catalana inclouen el volum de narracions Vent armat (2006), els contes infantils d'Hi havia una vegada (2001), el llibre d'assaig Per un món millor (2002), el dietari o memòries Diari d'una àvia d'estiu. El temps que passa (2004), L’hora de la veritat (2010) i la crònica Memòries de la Costa Brava (2006, fotos de Francesc Català-Roca i Xavier Miserachs).
En 2001 també va guanyar la 50a edició del Premi Planeta amb una novel·la d'intriga, La canción de Dorotea, en què es narren els descobriments que una professora de biologia molecular fa en una casa de camp que va heretar del seu pare. A partir d'aleshores, va publicar diverses obres, entre les quals destaca Diario de una abuela de verano, que va ser portada a la televisió en una sèrie del mateix títol. L'any 2005, durant el govern socialista de Pasqual Maragall, fou guardonada amb la Creu de Sant Jordi, i el 2020 va dir que no l'hauria acceptada del llavors govern de Joaquim Torra.
A banda de la seva activitat literària, Rosa Regàs també va ser directora de l'Ateneu Americà de la Casa de América de Madrid (1994-1998) i directora general de la Biblioteca Nacional d'Espanya entre 2004 i 2007 durant el govern socialista de José Luis Rodríguez Zapatero, dimitint després de les crítiques del ministre de Cultura, César Antonio Molina acusant-la no haver fet res per millorar la gestió de la institució.
El 2005, durant el mandat de Joan Clos i Matheu va ser l'encarregada de realitzar el pregó de les Festes de la Mercè de Barcelona, amb un discurs en què va reivindicar una ciutat més tolerant i cívica. A les eleccions municipals de 2011 formà part de la llista del Partit dels Socialistes de Catalunya (PSC-PSOE) per Barcelona que encapçalà Jordi Hereu, en qualitat d'independent amb la intenció de recuperar vots del nacionalisme espanyol que podien decantar-se per Ciutadans. Regàs renuncià a l'acta de regidora tan bon punt va ser escollida.
Afirmava tenir poc sentit patriòtic i manifestava que el nacionalisme és el verí més perillós. L'octubre de 2012 signà –juntament amb un centenar de professionals, entre els quals altres signants, com ella, del manifest del Foro Babel, que defensava l'ús del castellà a Catalunya– un manifest a favor del federalisme espanyol i en contra la independència de Catalunya.
Els últims anys de la seva vida va viure entre Barcelona i Llofriu i es dedicà a diverses activitats relacionades amb el món de la literatura. Va morir a Llofriu, als 90 anys, el 17 de juliol de 2024.

## Obres

### Novel·la
- 1991. Memoria de Almator[1]
- 1994. Azul[1]
- 1998. Sombras, nada más
- 1999. Luna lunera[1]
- 2001. La cançó de Dorotea[1]
- 2013. Música de cámara[1]

### Narracions
- 1996. Pobre corazón[1]
- 1996. Desde el mar[1]
- 2006. Vent armat[1]
- 2006. Viento armado

### Contes infantils
- 2001. Hi havia una vegada[1]

### Llibres de viatges
- 1988. Ginebra[1]
- 1995. Viaje a la luz del Cham[1]
- 2005. Volcanes dormidos: Un viaje por Centroamérica, amb Pedro Molina Temboury[1]

### Assaig
- 1998. Sangre de mi sangre. La aventura de los hijos[1]
- 2002. Per un món millor. (Ara Llibres). ISBN 9788493229689[1]
- 2004. El valor de la protest. El compromiso con la vida (Icària editorial, Barcelona). ISBN 978-84-7426-713-6[1]
- 2011. La desgràcia de ser dona (Ara Llibres). ISBN 978-84-15224-41-9 // La desgracia de ser mujer (NOW Books). ISBN 9788493904630
- 2012. Contra la tiranía del dinero (NOW Books, segell d'Ara Llibres). ISBN  978-84-940089-4-8

### Reculls d'articles a la premsa
- 1995. Canciones de amor y de batalla[1]
- 1998. Más canciones[1]

En aquest gènere, posteriorment va publicar Luna, lunera (1999, Premi Ciutat de Barcelona) i La canción de Dorotea (2001, Premi Planeta). Música de cámara.

### Memòries, cròniques-reportatge
- 2004. Diario de una abuela de verano. El paso del tiempo (Planeta, Barcelona). ISBN 9788408052227
- 2004. Diari d'una àvia d'estiu. El temps que passa[1]
- 2006. Memòries de la Costa Brava[1]
- 2010. L'hora de la veritat. Una mirada a la vellesa[1]
- 2014. Entre el seny i la rauxa (Ara Llibres). ISBN 978-84-15642-21-3[18]
- 2015. Una llarga adolescència
- 2016. Amics per sempre (Ara Llibres)[19]

## Premis literaris
- 1994 - Premi Nadal, per Azul[1]
- 1999 - Premi Ciutat de Barcelona de literatura en llengua castellana, per Luna lunera[1]
- 2001 - Premi Planeta, per La canción de Dorotea[1]
- 2013 - Premi Biblioteca Breve, per Música de cámara[1][20]

## Distincions
- Cavaller de la Legió d'Honor de la República Francesa (2005)[1]
- Creu de Sant Jordi de la Generalitat de Catalunya (2005)[1]
- Medalla Josep Pla de l'Associació Catalana de Periodistes i Escriptors de Turisme (2003).

## Llegat
Rosa Regàs va ser votada en un procés participatiu sobre dones que mereixen un carrer, al març del 2010 a Palafrugell.